# Inhuman Condition
Inhuman Condition è il primo EP del gruppo musicale statunitense death metal Massacre, pubblicato nel 1992 dalla Relativity Records negli Stati Uniti d'America e dalla britannica Earache Records in Europa.

## Il disco
Fu realizzato con l'ausilio di un secondo chitarrista in pianta stabile: Steve Swanson, autore di diversi assoli. L'ultima traccia, dal titolo Provoked Accurser, venne registrata durante le sessioni dell'album From Beyond e venne inserita in un singolo realizzato per l'edizione limitata in LP del disco.

## Tracce
Testi di Kam Lee, musiche di Rick Rozz, eccetto dove indicato.
1. Inhuman Condition – 5:41
2. Plains of Insanity – 4:48
3. Warhead – 5:16 – cover dei Venom
4. Provoked Accurser – 4:53

## Formazione
Gruppo
- Kam Lee – voce
- Rick Rozz – chitarra
- Steve Swanson – chitarra (1-3)
- Terry Butler - basso
- Bill Andrews – batteria

Altri musicisti
- Cronos – voce in Warhead
- Walter Trachsler – chitarra (4)